# San Martino Sannita
San Martino Sannita község (comune) Olaszország Campania régiójában, Benevento megyében.

## Fekvése
A megye déli részén fekszik, 60 km-re északkeletre Nápolytól, 9 km-re délkeletre a megyeszékhelytől. Határai: Montefusco, San Giorgio del Sannio, San Nazzaro, San Nicola Manfredi, Sant’Angelo a Cupolo és Torrioni. A Sabato és a Calore Irpino folyók közötti dombvidéken épült ki.

## Története
A település nevét egy 9. századi templom után kapta, amely napjainkra elpusztult. A középkorban a montefuscói bárók birtoka volt, később a nápolyi Montevergine e dell’Annunziata-apátság szerezte meg. A környékbeli kis falvakat a 19. század végén tömörítették községbe, ekkor kapta a Sannita nevet is, hiszen az ókori Samnium területén fekszik. A 19. században nyerte el önállóságát, amikor a Nápolyi Királyságban felszámolták a feudalizmust.

## Népessége
A népesség számának alakulása:

## Főbb látnivalói
- Palazzo Lucarelli
- San Martino Vescovo-templom
- 17. századi bencés kolostor